# Löwenberg (Flensburg)

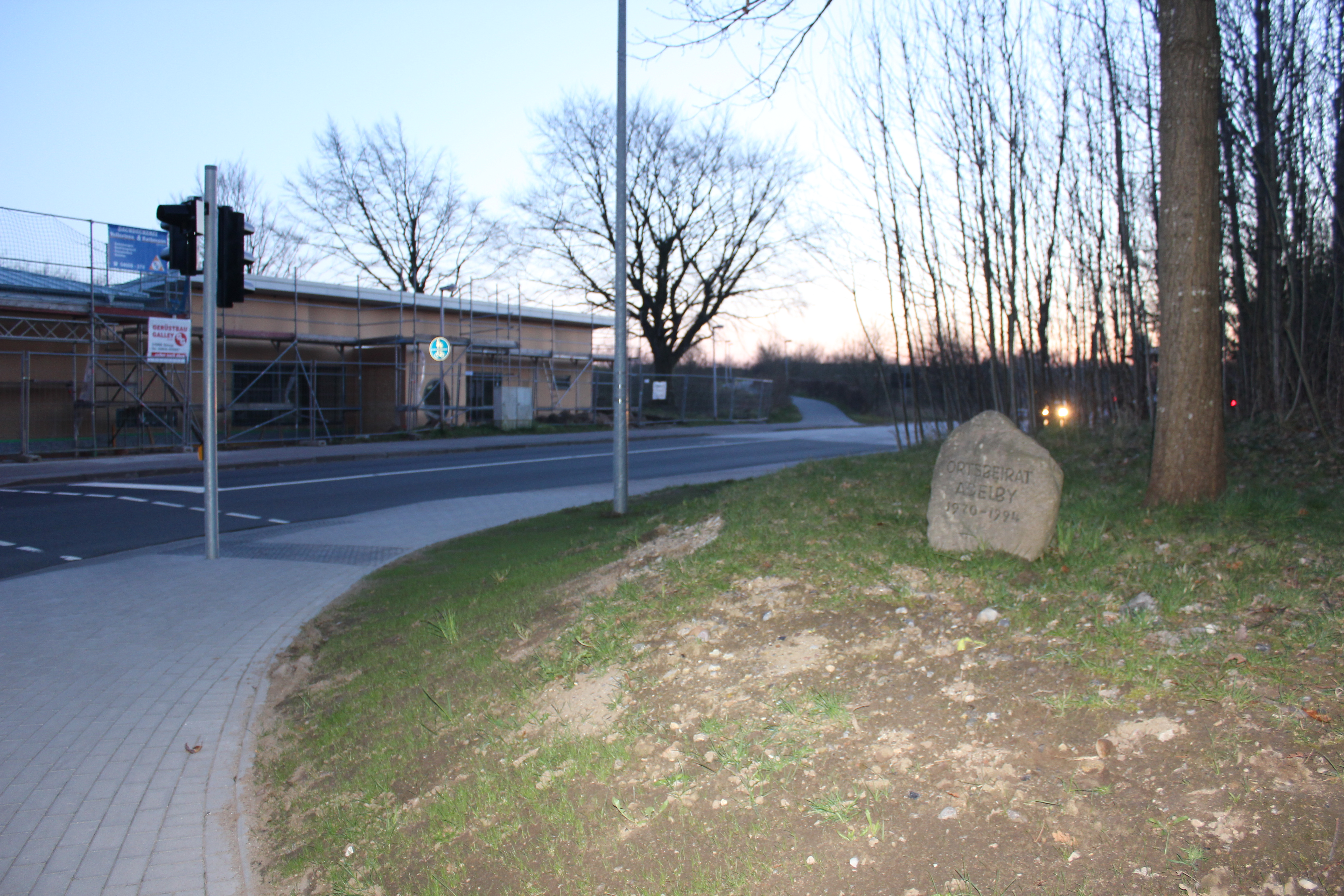
Gedenkstein zum Ortsbeirat von Adelby mit der im Bau befindliche Kinderkrippe im Hintergrund, wo sich zuvor die Gärtnerei Löwenberg befand. (Foto vom März 2014)

Löwenberg (dänisch: Løvebjerg) ist ein Flensburger Gebiet östlich von Adelbylund, am südlichen Rand von Adelby.

## Hintergrund
Im 18. Jahrhundert oder schon früher wurde die Parzelle Löwenberg vom Hof Groß Adelbylund abgelegt. Der Flurname Löwenberg ist seit dem Jahr 1797 überliefert. Synonym wurde Löwenberg offenbar auch Löwenberger Lücke beziehungsweise Löwenberglück genannt. Später wurde Löwenberg als Standort einer kleinen Gärtnerei bekannt. Die besagte Gärtnerei wurde 1891 von Nicolaus Jacobsen an der Straßenecke Adelbylund/Ringstraße (Lage) eingerichtet. 1896 gründete dieser ein Samenfachgeschäft in der Flensburger Innenstadt, in der Roten Straße. Im selben Jahr kaufte Friedrich Busch die Löwenberg-Gärtnerei. Busch wurde offenbar kurz darauf auch Friedhofsverwalter von Adelby. (Als Busch am 5. Mai 1946 starb, wurde die Gärtnerei von seinem Sohn Hans Friedrich und seinem Schwiegersohn Julius Petersen († 1965) weitergeführt.) Im Jahr 1906 gehörte zur Gemeinde Tarup, neben den Ortsteilen Adelby, Groß Tarup, Klein Tarup, Kreuz und Meierhof, auch der Ortsteil Löwenberg. 1910 wurde bei Löwenberg östlich der Gärtnerei, auf der Pastoratskoppel, die heute noch dort befindliche Grundschule Adelby errichtet.
Auf heutigen Karten gehören der Schulstandort sowie der südlich angrenzende, fast unbebaute Bereich an der Ringstraße, der zum Stadtbezirk Tarup gehört, ebenfalls zum Gebiet Löwenberg. Im Jahr 1997 erhielt die Straße „Auf dem Löwenberg“ (Lage) im westlichen Bereich des Gebietes Löwenberg ihren offiziellen Namen. Um das Jahr 2000 herum wurde die Osttangente gebaut, welche seitdem Löwenberg in zwei Teile separiert. Das architektonisch, schlichte Wohnhaus der Gärtnerei Löwenberg, die später den Namen Gärtnerei Petersen trug, blieb trotz Umbauten noch bis in die 2000er Jahre erhalten. 2013 wurde das Gärnterei-Gebäude, dass offenbar zum Schluss eine Fahrschule, namens „Günther's Fahrschule“ beherbergte, letztlich abgerissen. 2014 wurde auf dem ehemaligen Gelände der Gärtnerei Löwenberg, bei der Ringstraße 2, ein Kinderkrippe des Danks Skoleforening for Sydslewig e.V. errichtet. Noch heute ist das leicht hüglige Löwenberger Gebiet, das sich in Richtung Sünderup erstreckt, zu einem Großteil unbebaut.